# Paul Moeschke
Paul Moeschke (* 9. Februar 1899 in Berlin; † 22. April 1972 in Bad Harzburg) war ein deutscher Politiker (SPD).
Moeschke war von Beruf Kaufmann. Am 21. Februar 1946 wurde er Mitglied des Ernannten Braunschweigischen Landtages, dem er bis zum 21. November 1946 angehörte.